# 唯象理论
唯象理论（英語：phenomenology），是物理学中解释物理现象时，不用其内在原因，而是用概括试验事实而得到的物理规律。唯象理论是试验现象的概括和提炼，但仍无法用已有的科学理论体系作出解释。即“知其然而不知其所以然”（知道事情的結果，卻不知道造成結果的原因）。
唯象理论对物理现象有描述与预言功能，但没有解释功能。最典型的例子如开普勒三大定律，就是对天文观测到的行星运动现象的总结。实际上支配开普勒三定律的内在机制是牛顿的万有引力定律。进一步层次，牛顿的万有引力定律也是唯象的，需要用廣義相對論去解释。若推廣到量子層面，即量子引力理論，則為一個物理學家尚未解決的問題。
杨振宁把物理学研究分为三个阶段：试验、唯象理论、理论架构。

## 常见的唯象理论
- 开普勒三大定律
- 电磁学的主要内容
- 经典的热力学
- 三大守恒定律
- 粒子物理現象學